# 中村一基
中村 一基（なかむら かずき、1959年6月 - ）は、日本の薬理学者。学位は薬学博士（静岡薬科大学・1988年）。武庫川女子大学薬学部准教授。

## 来歴
大阪府立大手前高等学校、静岡薬科大学薬学部を経て、静岡薬科大学大学院薬学研究科の博士後期課程を修了し博士号を取得する。
大学院修了後は扶桑薬品工業株式会社に採用され、同社の研究開発センターにて研究者として活動する。一時、アメリカ合衆国に渡り、アメリカ国立がん研究所に在籍する。現在は武庫川女子大学に移籍し、薬学部准教授として薬理学等の講義を担当している。

## 研究
専門は薬理学である。健康食品としても知られる冬虫夏草を用いた生薬の有効性を研究している。また、アメリカ国立がん研究所などでの経験を生かした悪性新生物の転移に関する研究や、喫煙と動脈硬化との関係についての研究をライフワークとしている。

## 著作

### 著書
- （中村一基研究代表）『プロテインキナーゼC阻害剤による癌転移抑制の分子生物学的機序』武庫川女子大学薬学部、2004年。